# 중량그룹
중량그룹(중국어: 中粮集团) 또는 코프코(COFCO, 中国粮油食品（集团）有限公司)는 중국 국영 식품 가공 지주회사이다. 중량그룹은 중국 최대의 식품 가공업체, 제조업체 및 무역업체이다. 또한 윌마 인터내셔널과 함께 아시아 최고의 농업 관련 기업 그룹 중 하나이다.
본사는 베이징시 차오양구 코프코 포춘 플라자(COFCO Fortune Plaza, 中粮福临门大厦)에 있다.